# Saponine

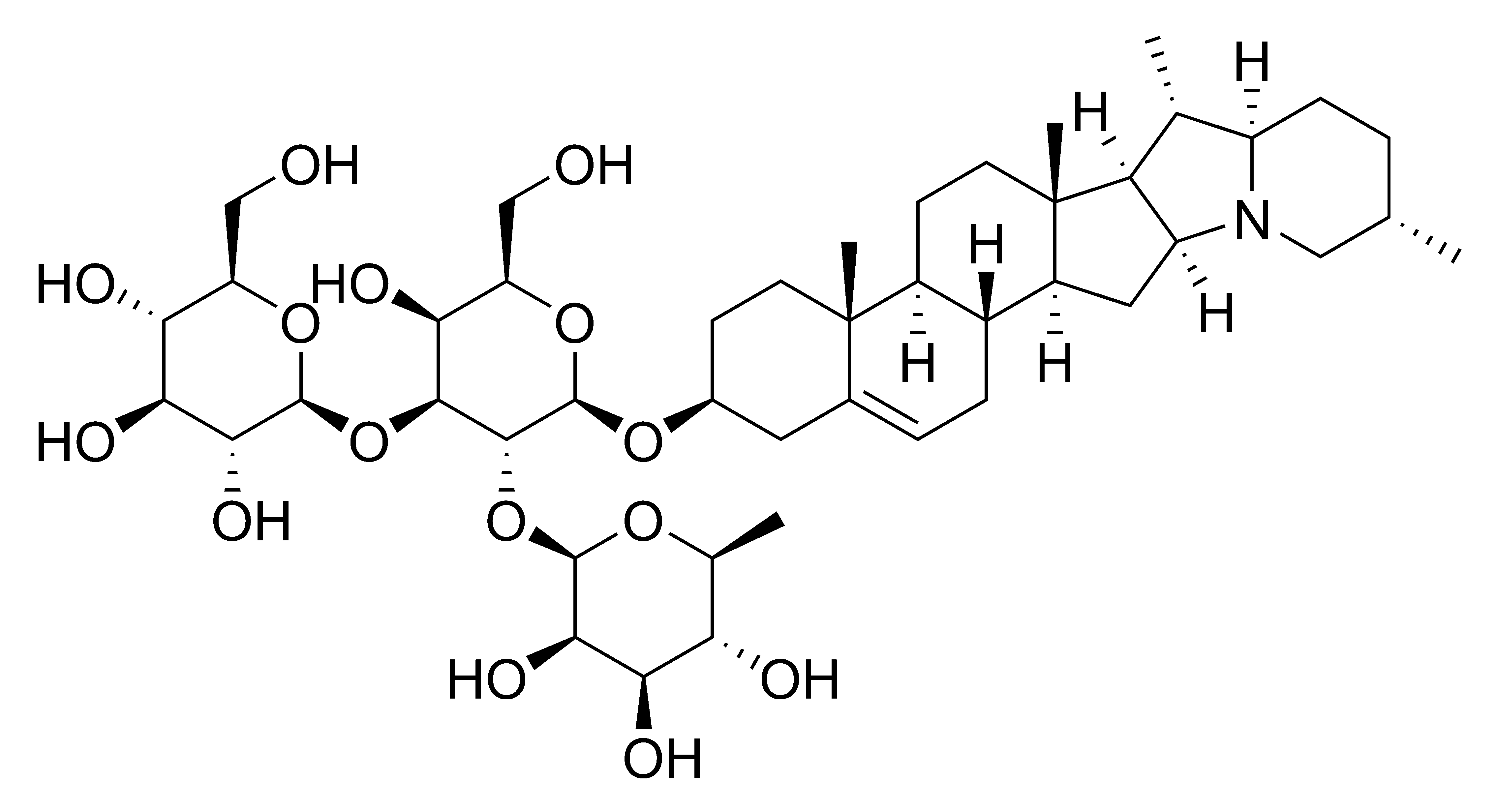
Chemische structuur van de saponine solanine

Saponinen, ook wel zeepstoffen genoemd, is een speciale groep secundaire plantenstoffen die tot de glycosiden behoort. Men vermoedt dat een plant saponinen produceert als bescherming tegen insectenvraat en groei van bacteriën en schimmels.

## Eigenschappen
De naam saponine is afkomstig van het Latijnse woord sapo dat zeep betekent (vergelijk ook het Franse woord savon). Dit verwijst naar de eigenschap van saponinen om opgelost in water (na schudden) een zeepachtig schuim te veroorzaken. Bij sommige saponinen is dit zachter dan van gewone zeep en heeft het een reinigende werking, die echter aanzienlijk minder is dan die van zeep. In de Tweede Wereldoorlog werd het bij gebrek aan zeep door de mensen die er weet van hadden als zodanig gebruikt. De waswerking van de indiase zeepnoten is ook op de hoge concentratie saponinen terug te voeren.

## Voorkomen
Saponinen komen wijdverbreid voor in het plantenrijk. Men schat dat in drie van de vier plantensoorten saponinen voorkomen. Hoge gehaltes komen voor in voedingsstoffen rijke weefsels van hogere planten zoals wortels, knollen, bladeren, bloemen en zaden. Men vindt ze in groenten als sojabonen, erwten, spinazie, tomaten, aardappels (solanine) en knoflook en zijn bovendien werkzame bestanddelen van veel kruiden.
Het gehalte saponinen kan variëren van 0,1 tot 30%, dat laatste is voor secundaire plantenstoffen erg hoog.
Kruiden waarin saponinen in hoge concentraties voorkomen zijn onder andere de echte koekoeksbloem, lelies, agaven, zeepkruid (Saponaria officinalis), paardenkastanje, sneeuwbes en in de vruchten van de zeepnotenboom. De bast (quillaia) van de Zuid-Amerikaanse zeepboom (Quillaja saponaria) is een van de rijkste bronnen. De meeste saponinen vindt men echter in Yucca schidigera, die in Baja California groeit.

## Indeling
Het glycon van saponinen is meestal glucose of galactose. De aglyconen worden sapogeninen genoemd. Kijkend naar de structuur van de sapogeninen, zijn de saponinen in drie hoofdgroepen in te delen:

### Steroïde saponinen
Het sapogenine van steroïde saponinen heeft een steroïde basisstructuur. Vanwege deze structurele verwantschap met geslachtshormonen vormen sommige planten met saponinen de bron van stoffen die in anticonceptiepillen worden verwerkt. Steroïde saponinen fungeren als precursor voor bijnierschors- en geslachtshormonen en kunnen bij een tekort ook de werking van deze hormonen ondersteunen (fyto-oestrogenen).

### Triterpenoïde saponinen
Bij deze saponinen heeft het aglycon een triterpeen als basisstructuur. Ze komen wijdverbreid voor bij de tweezaadlobbigen, in het bijzonder bij de volgende plantenfamilies: klimopfamilie (Araliaceae), anjerfamilie (Caryophyllaceae), hippocastanaceae, vleugeltjesbloemfamilie (Polygalaceae), sleutelbloemfamilie (Primulaceae), zeepboomfamilie (Sapindaceae) en de Sapotaceae. Triterpenoïde saponinen kunnen in hoge concentraties in alle plantendelen voorkomen, met name in wortels, bast en zaden.

## Toxiciteit
Wanneer saponinen worden geïnjecteerd in de bloedbaan zijn ze giftig. Ze lossen dan lecithine in de membraan van rode bloedcellen op, waardoor de rode bloedcel uit elkaar valt en de inhoud ervan, onder andere hemoglobine, oplost in de omringende vloeistof (hemolyse). Dit proces verschilt aanzienlijk tussen saponinehoudende planten onderling.
Saponinen zijn altijd toxisch voor koudbloedige dieren. Daar wordt in sommige landen bij de zoetwatervisserij gebruik gemaakt. Men werpt delen van saponine bevattende vruchten of zaden in het viswater waarna de vissen verdoofd aan de oppervlakte komen drijven.

## Eigenschappen
Saponinen worden gekenmerkt door een bittere of scherpe smaak. Ze zijn oneetbaar voor insecten en beschermen planten daardoor tegen vraat. Als stof irriteren saponinen de slijmvliezen van ogen en luchtwegen en leiden tot niezen en traanvorming en oogontsteking.
Verder hebben veel saponinen een antibacteriële en antimycotische werking, wat de plant waar de saponinen in voorkomen beschermt tegen bederf.
Saponinen hebben een oppervlaktespanning verlagende werking en vormen uitstekende emulgatoren. Uitwendig worden saponinehoudende planten (onder andere zeepkruid) gebruikt bij overmatige vetafscheiding van de huid, hoofdhuid en ter ontvetting van het haar.
Saponinen werken prikkelend op de slijmvliezen van de luchtwegen en het maag-darmkanaal. Ze worden daarom in de fytotherapie ingezet als slijmoplossende middelen of als laxeermiddel. Voorbeelden hiervan zijn de bloemen van stalkaars (Verbascum densiflorum) of keizerskaars (Verbascum phlomoides) en de wortels van zoethout (Glycyrrhiza glabra) en zeepkruid (Saponaria officinalis).
Veel saponinehoudende planten hebben ook een urine-afdrijvend effect en een antiseptische werking op de urinewegen. Gebruikt worden onder andere de bloeiende stengels van kaal breukkruid (Herniaria glabra) het blad van ruwe berk (Betula pendula) en de wortels van kattendoorn (Ononis repens).
Sommige saponinen zouden een gunstig effect op de menselijke cholesterolhuishouding hebben.